# Masatopes purpureipennis
Masatopes purpureipennis är en skalbaggsart som först beskrevs av Waterhouse 1880.  Masatopes purpureipennis ingår i släktet Masatopes och familjen långhorningar.
Artens utbredningsområde är Madagaskar. Inga underarter finns listade i Catalogue of Life.